# Robotron
Robotron («Роботрон», VEB Kombinat Robotron) — не существующее ныне немецкое предприятие, было крупнейшим производителем электронной техники в Восточной Германии, наряду с предприятиями ИЗОТ (Болгария), «Видеотон» (Венгрия), «Тесла» (Чехословакия) и рядом других входило в систему электронно-промышленной кооперации содружества СЭВ.

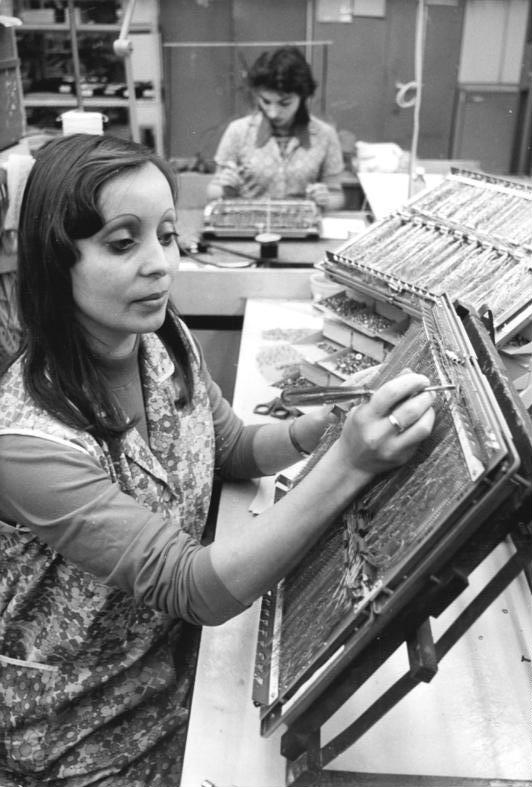
Стадия монтажа. Robotron-Elektronik Дрезден, 1981

Штаб-квартира располагалась в Дрездене. В 1989 году на предприятии было занято 68 тысяч рабочих и служащих.

## История
Предшественником комбината было производственное объединение (VVB) конторских машин, основанное в 1958 году. В 1964 году оно было переименовано в объединение вычислительных и конторских машин. 1 апреля 1969 года в рамках новой экономической системы планирования и управления было преобразовано в два комбината — Robotron и Zentronik. Поначалу производство и штаб-квартира руководства комбината размещались на базе телевизионного завода Rafenа в Радеберге. В начале 1970-х годов был построен комплекс зданий на Ленинградской (ныне Санкт-Петербургская) улице Дрездена. Помимо этого, производство было развернуто в дрезденском районе Груна, в Карл-Маркс-Штадте и Хойерсверде.
1 января 1978 года комбинат Zentronik был ликвидирован и его предприятия (в том числе завод, производивший печатные машинки «Эрика») влились в Robotron. Последний, наряду с комбинатом микроэлектроники Эрфурта, был флагманом ГДР в области производства и сбыта электронной вычислительной техники, персональных компьютеров, микрокалькуляторов (в том числе программируемых), а также соответствующих производственных систем и программного обеспечения.
30 июня 1990 года Kombinat Robotron был ликвидирован, а его подразделения были преобразованы в акционерные общества. В 1990-х эти общества были либо проданы (среди покупателей был Siemens Nixdorf), либо также ликвидированы.

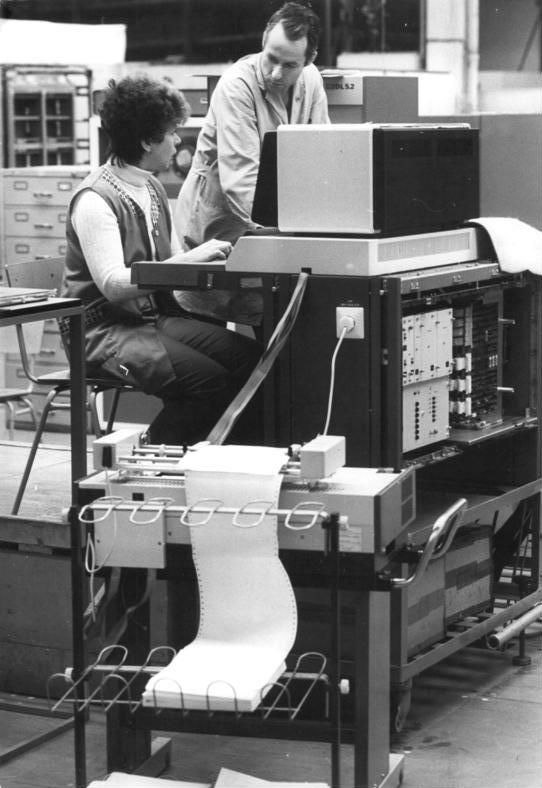
Отдел технического контроля. Robotron-Elektronik Дрезден, 1984

## Подразделения
Robotron включал в себя несколько подразделений:
- VEB Robotron-Elektronik Dresden (штаб-квартира) — печатные машинки, персональные компьютеры, мини-компьютеры, мейнфреймы
- VEB Robotron-Meßelektronik Dresden — измерительный инструмент и приборы, домашние компьютеры
- VEB Robotron-Projekt Dresden — программное обеспечение
- VEB Robotron-Buchungsmaschinenwerk Karl-Marx-Stadt — персональные компьютеры, приводы гибких дисков
- VEB Robotron-Elektronik Hoyerswerda — мониторы, блоки питания
- VEB Robotron-Elektronik Radeberg — радиоприёмники, портативные телевизоры
- VEB Robotron Vertrieb Dresden, Berlin и Erfurt — продажи, пишущие машины
- VEB Robotron-Elektronik Zella-Mehlis — компьютерные терминалы, жёсткие диски
- VEB Robotron-Büromaschinenwerk Sömmerda — персональные компьютеры, принтеры, калькуляторы, кассовые аппараты, устройства для работы с перфокартами
- VEB Robotron Elektronik Riesa — печатные платы

## Продукция

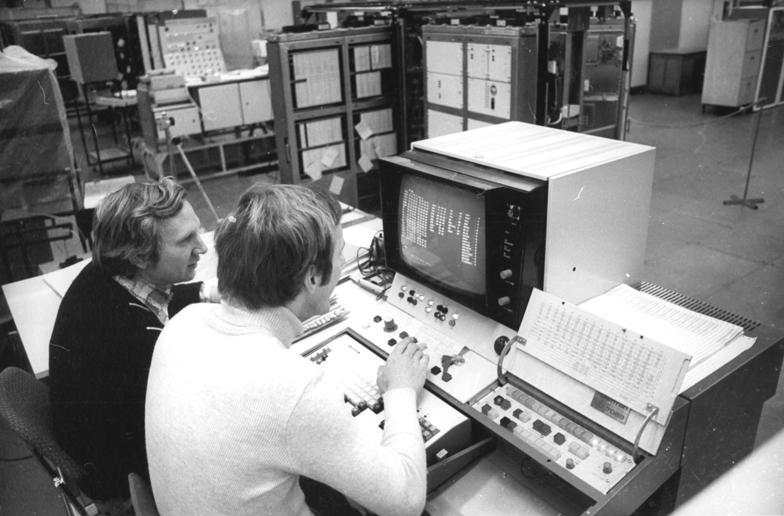
Компьютер EC 1055. Robotron-Elektronik Дрезден, 1980

Комбинатом, в частности, выпускались:
- телевизоры
- компьютеры и периферия:
  - персональные компьютеры
    - Robotron KC 85 и KC 87 — серия домашних компьютеров
    - Robotron K 8915
    - Robotron 1715
    - Robotron ЕС 1834

  - мини-компьютеры СМ ЭВМ
  - мейнфреймы ЕС ЭВМ (ESER)
  - принтеры

В Западной Германии принтеры Robotron продавались под марками «Soemtron» и «Präsident»; западногерманское подразделение Commodore использовало комплектующие Robotron в производстве принтеров. В Восточной Германии Robotron продавал принтеры Epson под своим брендом.

## Галерея

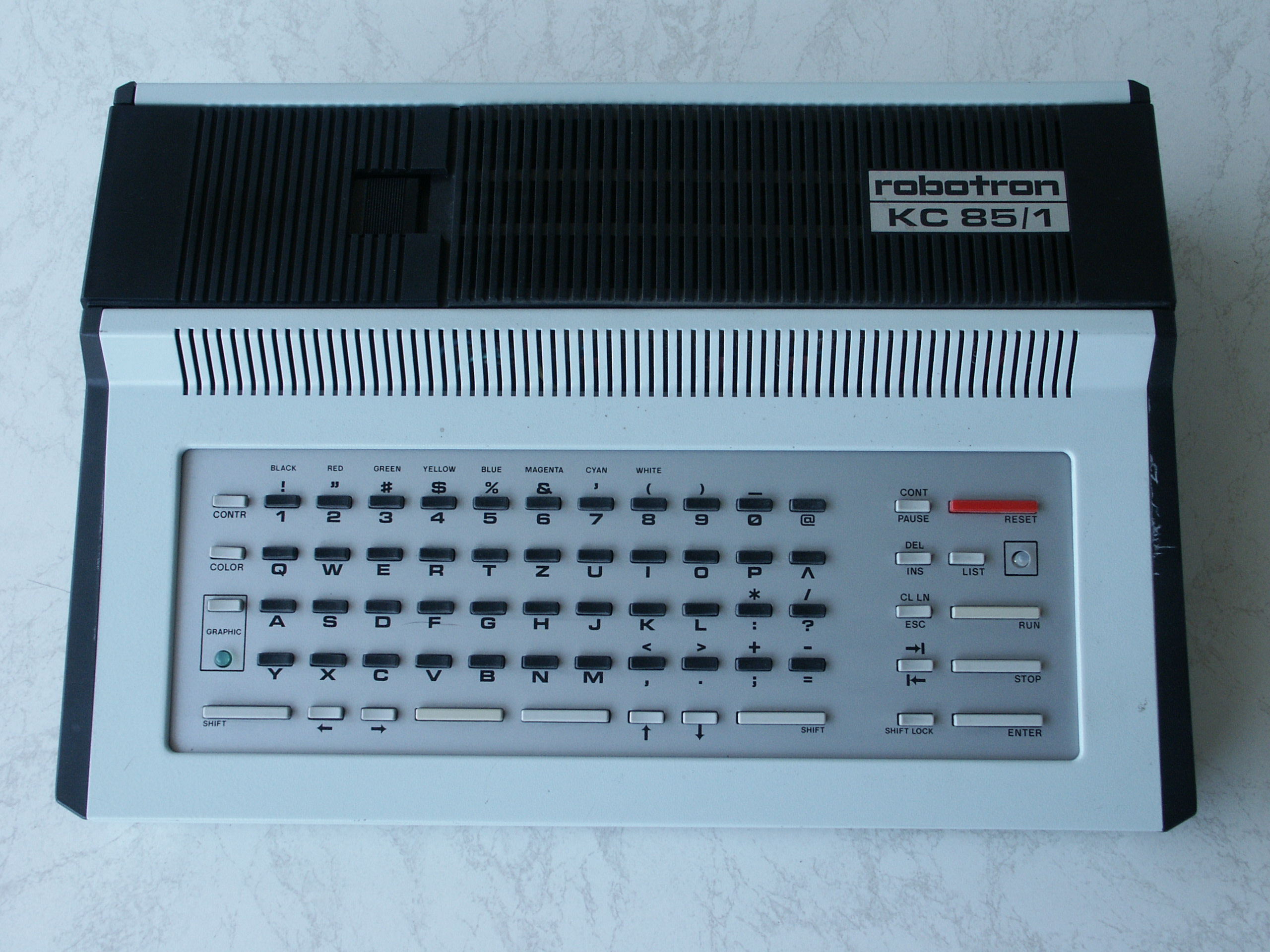
Домашний компьютер Robotron KC 85/1
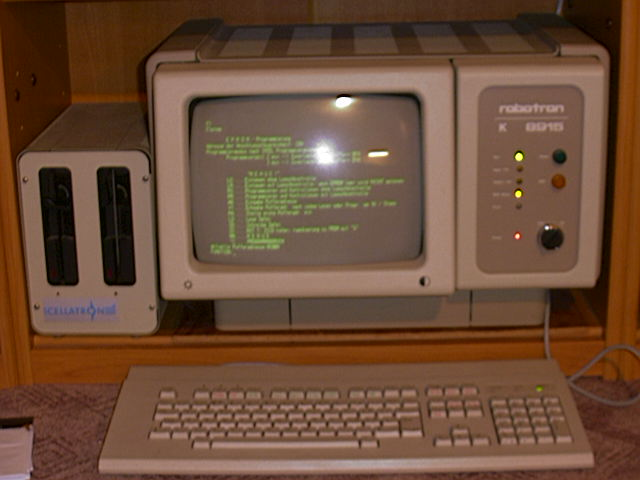
Офисный компьютер Robotron K 8915
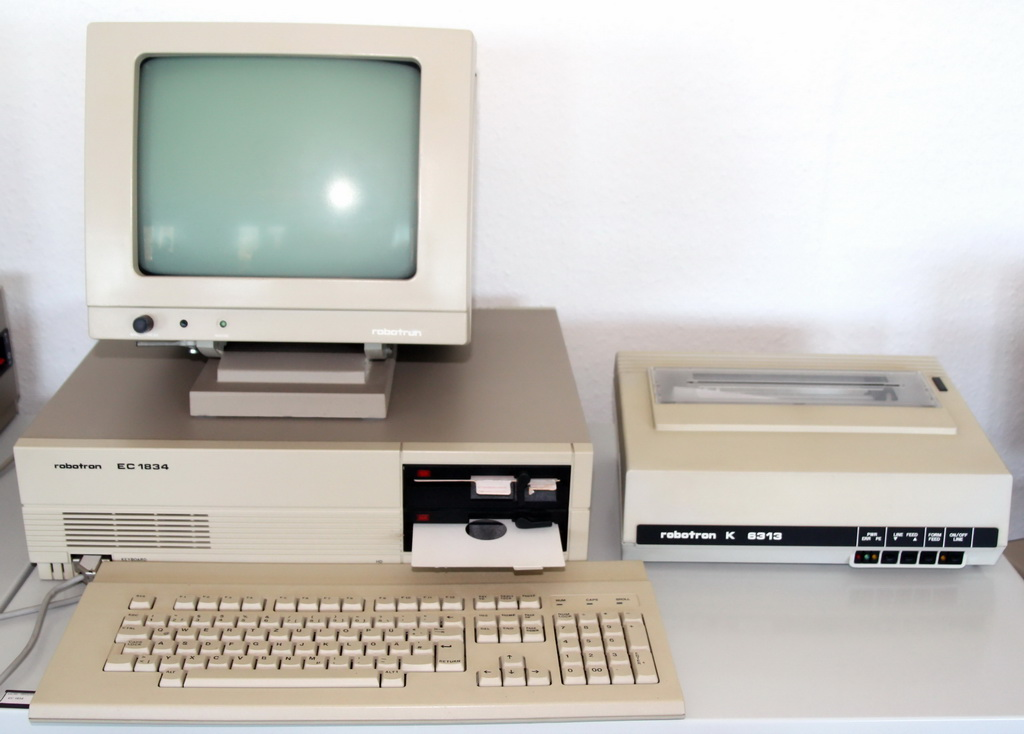
Персональный компьютер Robotron ЕС 1834[англ.] и принтер Robotron K 6313
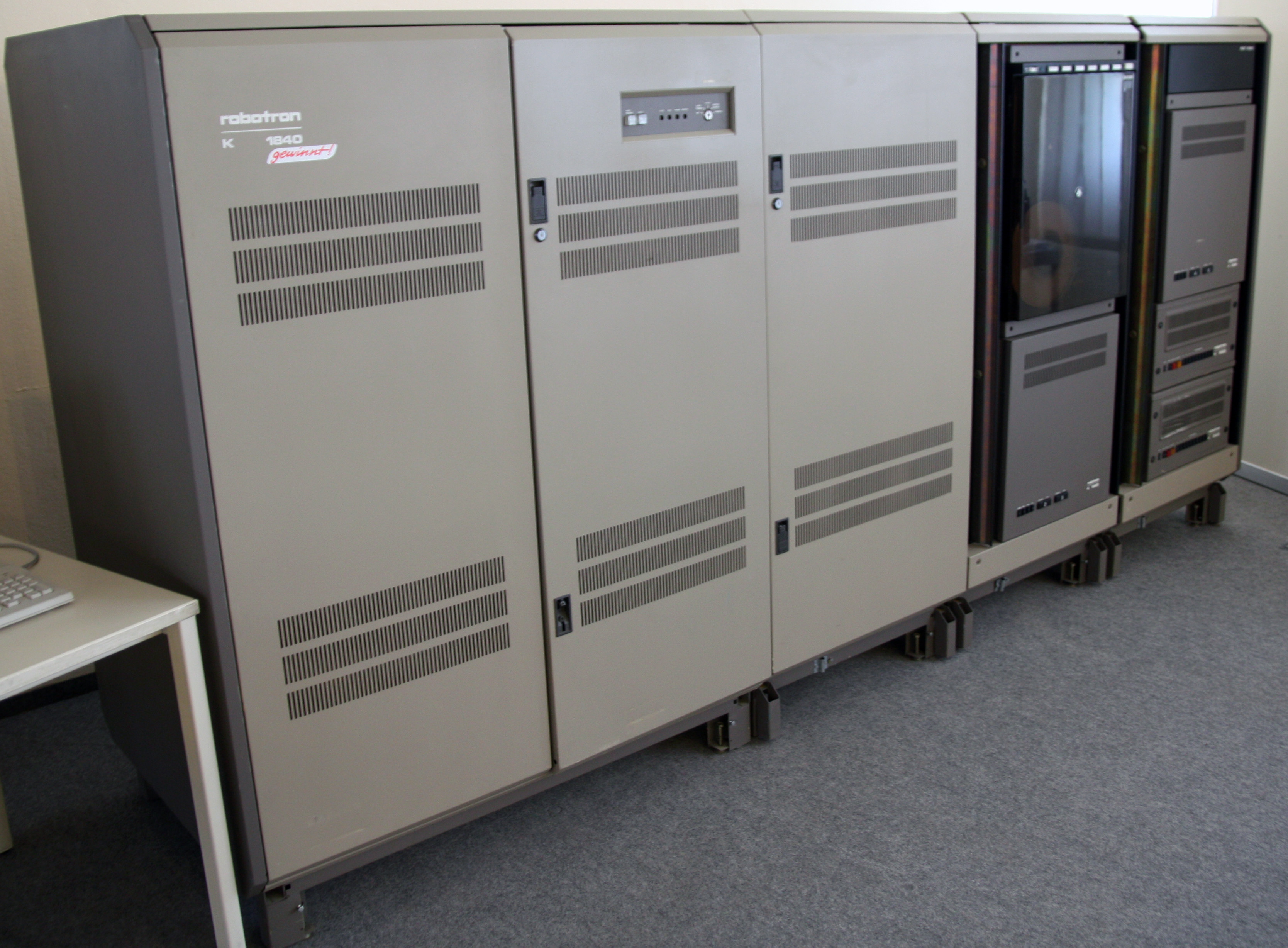
Robotron RVS K1840 (СМ 1710), клон DEC VAX-11/780
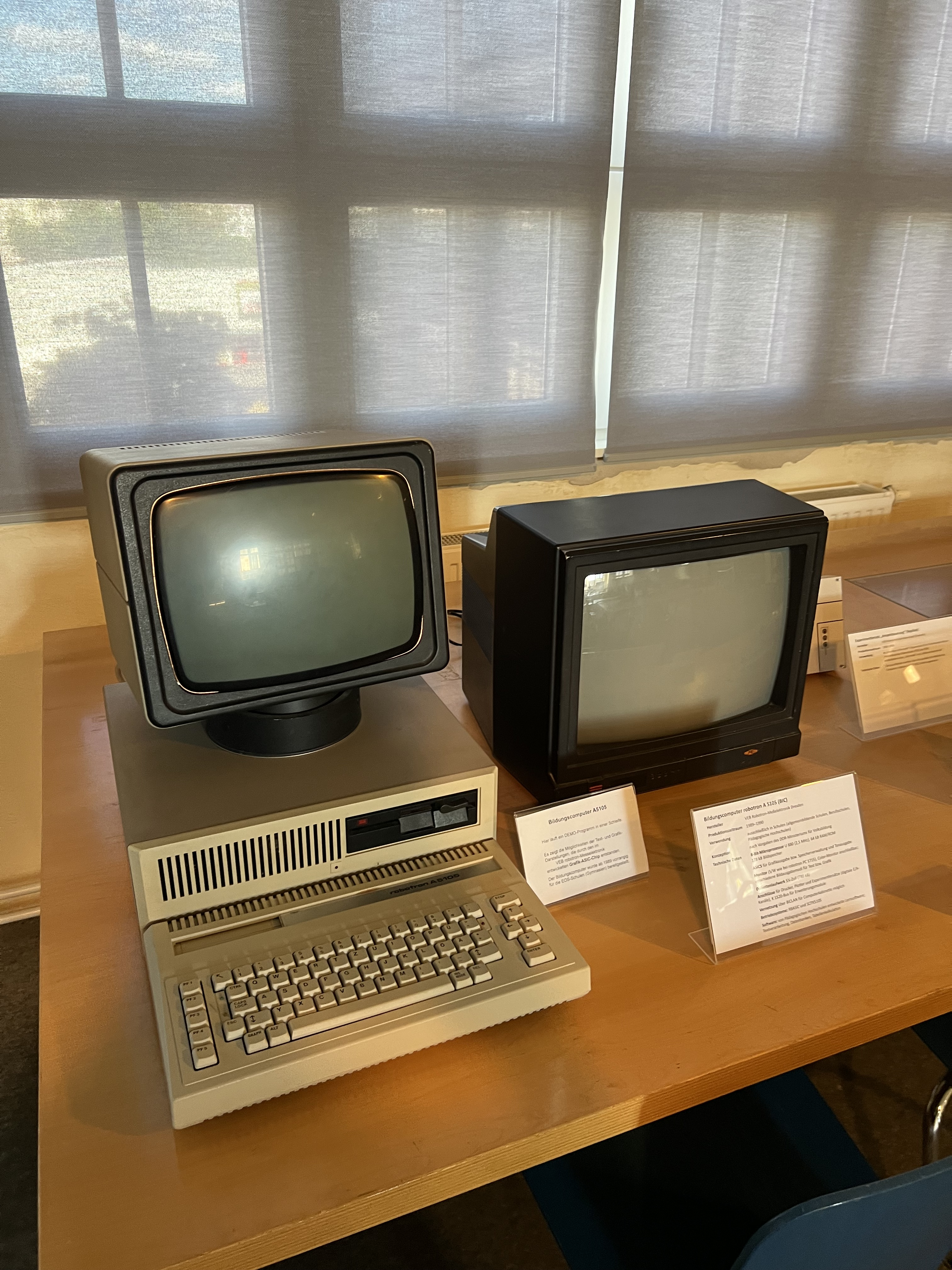
Персональный комьпютер Robotron A5105 (1989-1990 гг.) в коллекции музея Technische Sammlungen Dresden